# Ragnvald A. Nestos

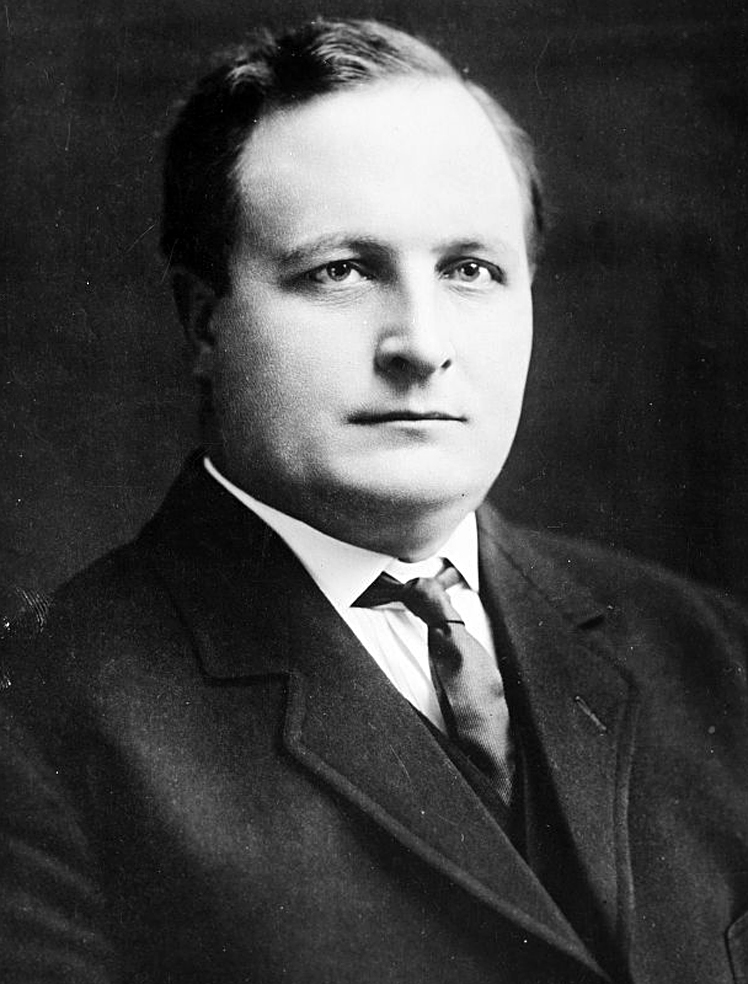
Ragnvald A. Nestos.

Ragnvald (eller Ragnvold) A. Nestos, född 12 april 1877 i Voss, Norge, död 15 juli 1942 i Minot, North Dakota, var en norsk-amerikansk politiker. Han var den 13:e guvernören i delstaten North Dakota 1921-1925. Han valdes till guvernör genom revokation, ett extrainsatt val.

## Bakgrund och tidig karriär
Nestos kom till North Dakota sexton år gammal utan att kunna engelska. Han gick i skola och var verksam som skogsarbetare. Han avlade 1904 juristexamen vid University of North Dakota och arbetade sedan som advokat i Minot.

## Avsättandet av guvernör Frazier
E.W. Everson, en annan invandrare från Norge, hade 1918 grundat Independent Voters Association som en konservativ motvikt till vänsterorienterade Nonpartisan League som guvernör Lynn Frazier hörde till. Den kapitalistiska organisationen IVA var emot delstatens ägande av industrier och startade därför en kampanj att avsätta tre ämbetsinnehavare då North Dakota drabbades av en ekonomisk depression. Kampanjen samlade 73 000 underskrifter för att återkalla guvernör Frazier, delstatens justitieminister (North Dakota Attorney General) William Lemke och delstatens jordbruksminister (North Dakota Commissioner of Agriculture) John Hagan. För första gången i USA:s historia utövade en delstats invånare rätten till recall mot en sittande guvernör. Nestos vann det extrainsatta valet som IVA:s kandidat med 4 102 rösters marginal. Högerpolitikern Nestos representerade republikanerna som guvernör, precis som vänsterpolitikern Frazier hade gjort, och tillträdde som guvernör 23 november 1921. Han efterträddes 1925 av den vänsterorienterade politikern Arthur G. Sorlie.